# 新坪郡
新坪郡（：／ Sinphyŏng gun */?）是朝鮮民主主義人民共和國黃海北道東北部的一個郡，北界彥真山脈，東枕阿飛虎嶺山脈，東鄰江原道，北鄰平安南道。位於大同江支流南江上游。2008年人口63,727人。下分1邑、2勞動者區、14里。
1952年自谷山郡分出。平壤元山觀光公路經過。